# Conus fontonae
Conus fontonae is een in zee levende slakkensoort uit het geslacht Conus. De slak behoort tot de familie Conidae. Conus fontonae werd in 1990 beschreven door Rolán & Trovão. Net zoals alle soorten binnen het geslacht Conus zijn deze slakken roofzuchtig en giftig. Zij bezitten een harpoenachtige structuur waarmee ze hun prooi kunnen steken en verlammen.